# Avi Bluth
Abraham (Avi) Ahron Bluth (hebräisch אַבְרָהָם (אָבִי) אַהֲרֹן בְּלוּט; * 12. September 1974 in Jerusalem) ist ein israelischer Generalmajor (Aluf) und seit  Juli 2024 Kommandeur des Zentralen Kommandos der israelischen Streitkräfte (IDF).

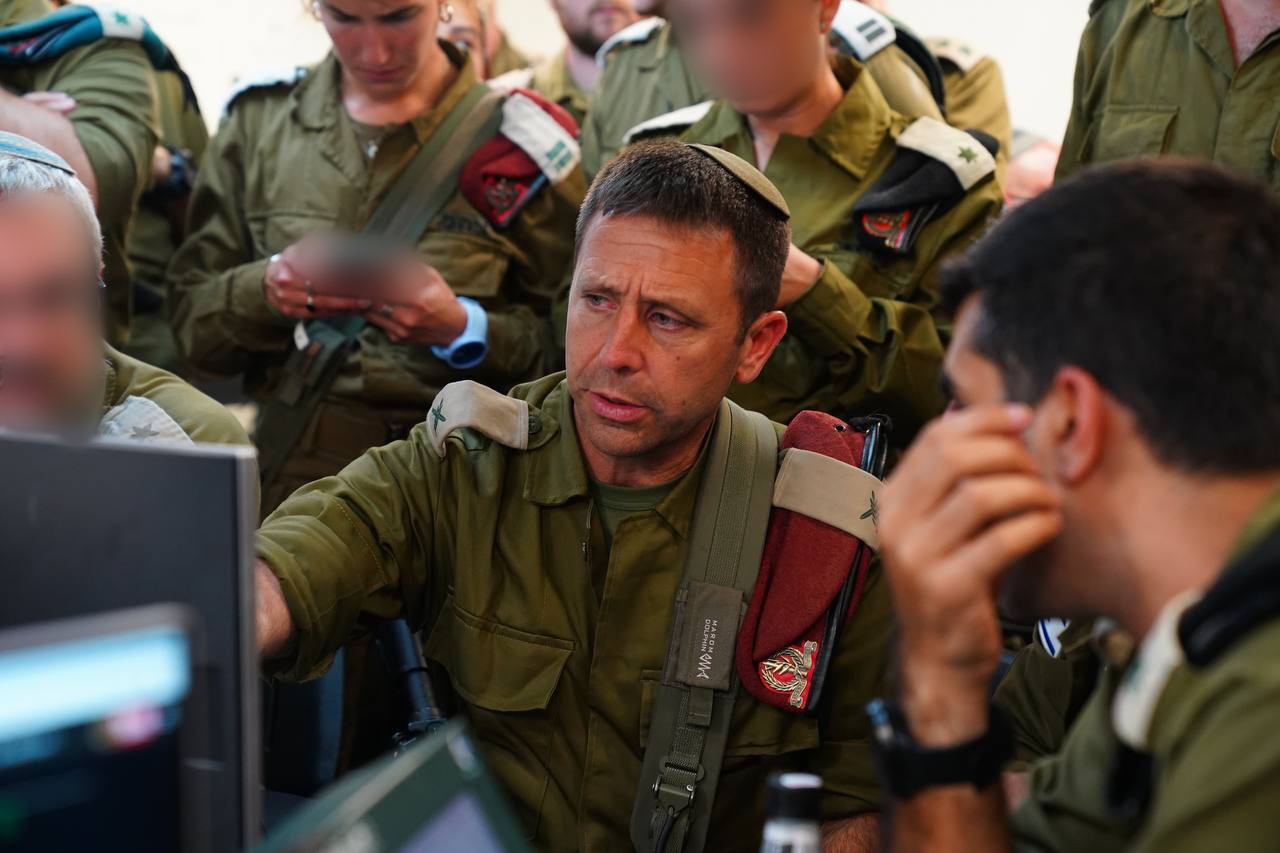
Avi Bluth

## Militärische Laufbahn
Bluth trat 1993 in die IDF ein und begann seine Karriere als Fallschirmjäger. Im Laufe der Jahre übernahm er verschiedene Kommandoposten, darunter:
- Kommandeur des 101. Fallschirmjägerbataillons
- Kommandeur der Maglan-Einheit, einer Spezialeinheit für verdeckte Operationen
- Kommandeur der Judea-Regionalbrigade
- Kommandeur der Judea- und Samaria-Division
- Kommandeur der 89. Kommandobrigade, einer Elitekampfeinheit

2018 wurde er zum Militärsekretär des Premierministers Benjamin Netanjahu ernannt, eine Position, die ihn direkt in die sicherheitspolitischen Entscheidungsprozesse einband.
Während seiner Tätigkeit als militärischer Sekretär des Premierministers wurde er am 4. Januar 2019 vom Generalstabschef Gadi Eisenkot gerügt, weil er die Anweisung des Premierministers, die Evakuierung von Amona zu verzögern, nicht rechtzeitig ausgeführt hatte.
2021 wurde er zum Kommandeur der Division Judäa und Samaria ernannt.
Er bekleidete dieses Amt während des harten Vorgehens gegen eine Welle von Terroranschlägen, die im März 2022 begann. Während der Razzia und der Bemühungen zur Neutralisierung militanter Terrorzellen im Westjordanland, die unter dem Codenamen Operation Wave Breaker bekannt wurde, hat sich die Zahl der Bataillone unter Bluths Kommando mehr als verdoppelt, von 11 bei seinem Amtsantritt auf 27 im Juli 2023. Bluth befehligte die Division auch während des Gaza-Kriegs, der auch auf das Westjordanland übergriff.
Am 20. Juni 2024 wurde Bluth in den Rang eines Aluf (Generalmajor) befördert, und am 8. Juli 2024 wurde er zum Kommandeur des Zentralkommandos ernannt.

### Einsätze
Bluth war in zahlreiche militärische Operationen involviert, darunter:
- Operation Defensive Shield (2002)
- Libanonkrieg 2006
- Operation Cast Lead (2008–2009)
- Operation Protective Edge (2014)

## Politischer Hintergrund
Bluth wuchs in Neve Tzuf auf, einer illegalen Siedlung im besetzten Westjordanland. Er ist religiöser Zionist und hat Verbindungen zur Partei des religiösen Zionismus. Er gilt als der Chardal-Bewegung zugehörig.

## Kontroverse
Nach der Vereidigung der neuen israelischen Regierung 2023 hat die Division Judea und Samaria  ein Schulungsvideo für Soldaten veröffentlicht, die im Westjordanland stationiert werden sollen. Das Video stellt Siedler als friedliche Bauern dar, die unter ständiger Bedrohung durch Angriffe stehen und von Soldaten geschützt werden müssen. Es ignoriert jedoch die Illegalität der Siedlungen gemäß israelischem Recht. Der Kommandeur der Division, Avi Bluth, verteidigte gegenüber der New York Times die Siedlungen zunächst und stellte sie als legal dar, bevor die IDF das Video zurückzogen.
Während seiner Zeit als Kommandeur des Judea und Samaria Division leitete Bluth zahlreiche Einsätze gegen Terrorgruppen im Westjordanland. Seine Führungsrolle brachte ihn jedoch auch in Konflikt mit radikalen Siedlergruppen. Ein bemerkenswerter Vorfall ereignete sich im November 2024, als Bluth und andere Offiziere in Hebron von jüdischen Siedlern angegriffen und als „Verräter“ beschimpft wurden. Bluth räumte öffentlich ein, dass die Armee nicht immer erfolgreich beim Schutz aller Bevölkerungsteile gewesen sei, was zu kontroversen Diskussionen über seine Rolle und die politischen Herausforderungen für das Militär führte.

## Persönliches Leben
Bluth ist verheiratet und hat sechs Kinder. Er lebt mit seiner Familie im Moshav Nehusha, 5 Kilometer von Beit Guvrin entfernt.
Seine akademische Laufbahn umfasst den Bachelor-Abschluss in Philosophie, Wirtschaft und Politikwissenschaft von der Hebräischen Universität Jerusalem sowie den Master-Abschluss in strategischem Denken des United States Army War College.